# Chuck Prophet

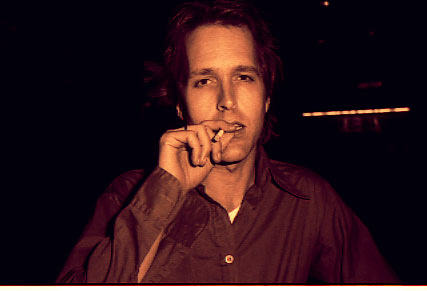
Prophet en el club Thumb's Up, de Yokohama, Japón

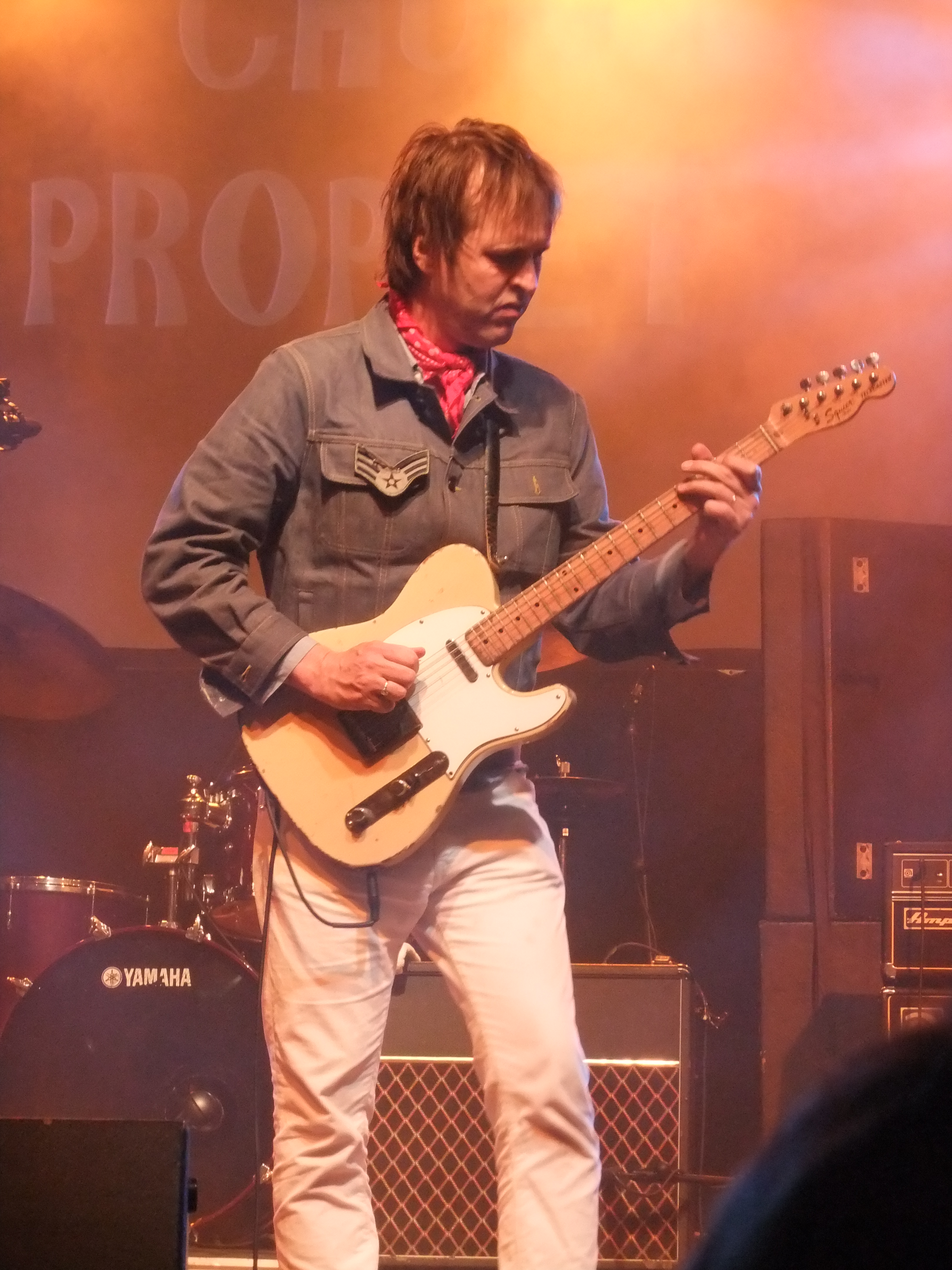
Chuck Prophet en la Semana Grande de Santander 2011

Chuck Prophet es un cantautor, guitarrista y productor discográfico de Estados Unidos. Nacido en California, la primera noticia sobre Prophet es como componente de la banda americana de country rock Green on Red, con la que fue de gira y grabó en la década de 1980. También ha grabado varios discos en solitario, y ganó fama como un músico y compositor.

## Vida y obra
Chuck Prophet nació en Whittier, California. Su padre aparece brevemente en la película de 1955 Blackboard Jungle.Referencia vacía (ayuda).  Tras grabar un E.P. y ocho álbumes con el grupo de rock Green on Red, lanzó su primer disco en solitario Brother Aldo en Fire Records en 1990. Se le ha comparado por todo el mundo con Ray Davies, Leonard Cohen, Tom Petty, Randy Newman y Alex Chilton. Prophet es también un solicitado guitarrista conocido por su singular ritmo y, sin embargo, lírico estilo. Ha trabajado como músico o músico de sesión con muchos artistas, incluyendo Kelley Stoltz,  Bob Neuwirth, Kelly Willis, Aimee Mann, Warren Zevon, Jonathan Richman, Lucinda Williams y Cake. Ha colaborado frecuentemente con el compositor Dan Penn y Jim Dickinson.
Sus composiciones y colaboraciones han sido grabadas por músicos como Alejandro Escovedo, Solomon Burke, Heart, Michael Grimm, Kim Carnes, Peter Wolf, Kim Richey, Carter's Chord, Jace Everett, Arc Angels, Mofro, Calvin Russell, Chris Knight y Kelly Willis. Ha ido de gira con el productor y pianista de Memphis Jim Dickinson, quien grabó el trabajo de Prophet "Hungry Town". En Nashville, Tennessee Prophet y el compositor Kim Richey escribieron "I'm Gone", que fue un Top 40 en Estados Unidos en 2002, para la cantante Cyndi Thomson. Graba y sale de gira con su esposa Stephanie Finch, quien es cantante, teclista y guitarrista.
Prophet firmó con New West Records de Peter Jesperson en 2002. Hizo dos grabaciones para New West: No Other Love y Age of Miracles. Después de años de éxito en su mayoría europeos y en el Reino Unido, No Other Love en 2002 es un éxito importante para Prophet debido al éxito del sencillo veraniego "Summertime Thing" y el respaldo de Lucinda Williams, quien le da el puesto de entrada en su gira de verano.
La canción "No Other Love" fue utilizada por el grupo de rock Heart a propuesta de Cameron Crowe. También fue ofrecido en un episodio de la serie de televisión The L Word, y la película P.S. I Love You. En 2011, fue grabada por Michael Grimm, ganador del Americas Got Talent e incluido en su primer CD producido Don Was.
Grabado en San Francisco y Nashville en 2007, Soap and Water recibió elogios de la crítica. Para apoyar el álbum Prophet fue de gira por Europa y Norteamérica y apareció con su banda en The Late Show With David Letterman, y Last Call with Carson Daly.
Prophet ha contribuido en varios trabajos de Kelly Willis, y produjo en 2007 Translated From Love para Rykodisc. Willis y Prophet son coautores de seis de las pistas del álbum y Prophet interpretó además la guitarra en todos.
Prophet ha lanzado una edición limitada titulada Dreaming Waylon's Dreams, que grabó en San Francisco. La grabación recrea el álbum country de 1975 Dreaming My Dreams, de Waylon Jennings, en todos sus elementos y características, entre otros, miembros de American Music Club y Meat Beat Manifesto. El paquete y el folleto fueron impresos por el legendario Bruce Licher  (Savage Republic, Independent Music Project , REM fan club etc.) utilizando un diseño de tipografía personalizada en la edición original. Cada pieza fue impresa amorosamente a mano en la imprenta de alrededor de 1930. Y cada uno está numerado.  "Dreaming Waylon's Dreams"  es uno de los más raros y los más buscados artículos en la discografía del Profeta. Sólo existen 500 ejemplares.
En 2008 es coautor con Alejandro Escovedo de todas las canciones de Real Animal, al que también contribuyó con guitarra y voz.
Publicado por Rounder Records, en 2001: Raisins in the Sun fue una colaboración única con Jules Shear, Harvey Brooks, Paul Q. Kolderie, Jim Dickinson, Sean Slade, y Winston Watson, grabada en mayo de 1999.
Chuck aparece como el actor que interpreta a "The Connection" en Revolution Summer, una película dirigida por Miles Matthew Montalbano y producida por Jonathan Richman .
Chuck contribuyó con "You Did" (bomp shooby doobie bomp) como el tema de la "inteligente, original, y horriblemente divertida" Teeth. La canción de Chuck "Love Won't Keep Us Apart," de la que es coautor Klipschutz, aparece en el programa de FX Sons of Anarchy.
En 2009 Chuck junto con Brad Jones produjo el CD de Jace Everett Red Revelations. Chuck es coautor de cuatro canciones y tocaba la guitarra. El CD incluye "Bad Things" de Everett, muy conocido por ser el tema principal de True Blood de HBO. "You Did" es el tema de cierre del episodio 2 Keep this Party Going de la temporada 2 de True Blood.
En mayo de 2009, Prophet junto con un elenco de personajes como Ernest "Boom" Carter se dirigió a Ciudad de México para grabar una colección de "canciones políticas para gente no política". ¡Let Freedom Ring!  publicado el 27 de octubre de 2009 en Yep Roc. Michael Hoinski del Village Voice  comparó  !Let Freedom Ring! con Born in the U.S.A. de Bruce Springsteen, al citar las grabaciones como "discos que ponen de manifiesto el patriotismo a través del desencanto, y ambos se basan en gran medida de personajes marginales para exponer problemas socioeconómicos".
En enero de 2011, dentro del We Used To Party de la discográfica y promotora catalana Houston Party se le invita a recrear el legendario LP de The Clash London Calling. Chuck formó The Spanish Bombs (en referencia a la canción Spanish Bombs del LP) con la San Francisco rhythm section The Park y lleva a Chris Von Sneidern de telonero en una gira por 12 ciudades de España que comienza en el Festival Actual de Logroño. Chuck y Chris interpretan el álbum completo.
Ese mismo año actúa con su banda The Mission Express en la Semana Grande de Santander y en otras ciudades de España.

## The Mission Express
"Mission Express"  es una línea de autobús que va por el barrio de Chuck y el nombre de su banda actual. La componen :
- Stephie Finch: (canto, órgano Vox)
- Kevin White: (bajo)
- Paul Taylor: (batería, voz) (desde la primavera de 2010, reemplazando a Todd Roper)
- James Deprato: (guitarra, lap steel)

## Discografía seleccionada

### Solo
- Brother Aldo (1990)
- Balinese Dancer (1992)
- Feast of Hearts (1995)
- Homemade Blood (1997)
- The Hurting Business (1999)
- Turn the Pigeons Loose (2002)
- No Other Love (2002)
- Age of Miracles (2004)
- Soap and Water (2007)
- Dreaming Waylon's Dreams (2007)
- Let Freedom Ring (2009)
- Temple Beautiful (2012)
- Night surfer (2014)
- Bobby Fuller died for your sins(2017)
- The Land that Time Forgot (2020)
- Wake The Dead (2024)

#### Otras contribuciones
- Live at the World Café: Vol. 15 - Handcrafted (2002, World Café) - "Summertime Thing"
- Jim Dickinson with Chuck Prophet and the Creatures of Habit: Thousand Footprints in the Sand

### con Green on Red
- Gas Food Lodging (Enigma, 1985)
- No Free Lunch (Mercury, 1985)
- The Killer Inside Me (Mercury, 1987)
- Here Come the Snakes (Restless, 1988)
- Live at the Town & County (China 1988)
- This Time Around (China, 1989)
- Scapegoats (China, 1991)
- Too Much Fun (China, 1992)
- Live at the Rialto (Blue Rose, 2005)
- BBC Sessions (Cooking Vinyl, 2007)